# Cité administrative (Liège)
Pour les articles homonymes, voir Cité administrative.
La cité administrative de Liège est un ensemble de bureaux destinés à accueillir différents services publics. Le bâtiment datant de 1967 est un des premiers gratte-ciel de Liège, il a été dessiné par les architectes Jean Poskin et Henri Bonhomme.

## Historique
Dès 1901, la ville de Liège envisage la centralisation de ses services communaux sur les sites de l'ancien hôpital de Bavière et de la tour des Finances. Mais la concrétisation de ce projet n'arrive qu'à partir de 1961. À cette époque les services de la ville sont dispersés, on compte pas moins de 28 bureaux répartis dans 18 bâtiments pouvant être distants de plusieurs kilomètres. La construction commence le 10 décembre 1963 et l'inauguration du bâtiment a lieu le 27 octobre 1967.

## Description
Reposant sur 300 pieux en béton armé, la tour est construite sur une surface de 3 400 m2, s'élève à 67 m de hauteur et compte près 11 000 m2 de bureaux. Les architectes, influencés par le style international, s'inspire fortement du siège des Nations unies situé à New York.

### Œuvres
- Deux jeunes filles qui se coiffent les cheveux (ou Confluence) de Idel Ianchelevici, placée au pied de la Cité[3].
- Citation de Michel de L'Hospital gravée à la base du pignon sud-ouest : « Les Liégeois ont été plus que tous les ans domptés néanmoins ils ont toujours relevé leurs crestes. »
- Peinture murale, depuis 2006, de l'artiste Nicolas Kozakis représentant les contours de la grotte de la Nativité[4].

## Rénovation
La tour n'a jamais fait l'objet de grands travaux de rénovation depuis son inauguration en 1967. Des travaux de rénovations sont annoncés et dès 2013, une partie des employés déménagent rue des Guillemins. Les travaux débutent en 2020. La cité administrative rouvre ses portes le 4 mai 2023, le bâtiment de la cité accueille 550 agents de la ville de Liège et du CPAS.